# Jelena Soja
Jelena Soja, född den 9 november 1981 i Moskva, Ryssland, är en rysk konstsimmare.
Hon tog OS-guld i lagtävlingen i konstsim i samband med de olympiska konstsimstävlingarna 2000 i Sydney.